# Gerbille du Congo
Taterillus congicus
Espèce
Statut de conservation UICN

 LC  : Préoccupation mineure
La gerbille du Congo (Taterillus congicus) est un rongeur de la famille des muridés. Elle est présente au Cameroun, en République centrafricaine, au Tchad, en République démocratique du Congo, au Soudan, et peut-être en Ouganda. Son habitat naturel est la savane sèche.